# Coupe d'Europe féminine des clubs champions de hockey sur glace 2014-2015
Navigation
Édition 2013-2014
La saison 2014-2015 est la onzième édition de la Coupe d'Europe féminine des clubs champions de hockey sur glace, organisée par la Fédération internationale de hockey sur glace (IIHF). Elle débute le 17 octobre 2014 et se termine le 22 février 2015.

## Présentation
21 équipes venant de 21 pays prennent part à la Coupe d'Europe des clubs champions.
Suivant l'inclusion tardive du HC Lugano, le format de la compétition a été modifié par rapport aux années précédentes. La compétition se divise en trois phases de groupes. Les équipes championnes des pays représentés lors de la finale de l'édition précédente ainsi que le HC Lugano sont exemptées de premier tour.
Chaque groupe est composé de quatre équipes et est organisé par l'une d'entre elles. Il se déroule sous une formule de mini-championnat à rencontre simple. Au premier tour, le vainqueur de chaque groupe ainsi que les trois meilleurs deuxièmes se qualifie pour le tour suivant. Au deuxième tour, le premier de chaque groupe ainsi que le trois meilleurs deuxième se qualifient pour le groupe final.
Une victoire dans le temps règlementaire vaut 3 points, une victoire après une prolongation (mort subite) ou une séance de tirs au but 2 points, une défaite après une prolongation ou une séance de tirs au but 1 point, une défaite dans le temps règlementaire 0 point. Si deux équipes ou plus sont à égalité de points, seules les rencontres opposant les équipes concernées sont pris en compte pour les départager.
| Tour          | Dates              | Groupe        | Lieu                                              | Participants                                                                                       |
| ------------- | ------------------ | ------------- | ------------------------------------------------- | -------------------------------------------------------------------------------------------------- |
| Premier tour  | 17-19 octobre 2014 | Groupe A      | G.S.İ.M. Buz Pateni Sarayı İçi Ankara Turquie     | Aisulu Alamaty HK Poprad HSC Csíkszereda Milenyum Paten SK                                         |
| Premier tour  | 17-19 octobre 2014 | Groupe B      | Zimní stadión Karviná Tchéquie                    | EHV Sabres Vienne SK Karviná Bracknell Queen Bees TH Unia Oświęcim                                 |
| Premier tour  | 17-19 octobre 2014 | Groupe C      | Ledus halle "Liepājas metalurgs" Liepāja Lettonie | Herlev Hornets Jordal IK SHK Laima SAD Majadahonda                                                 |
| Premier tour  | 17-19 octobre 2014 | Groupe D      | Palaonda Bolzano Italie                           | HC Neuilly-sur-Marne EV Bozen 84 UTE-Marilyn KHL Grič                                              |
| Deuxième tour | 5-7 décembre 2014  | Groupe E      | Palais des sports Nagorny Nijni Novgorod Russie   | HK SKIF Vainqueur du Groupe A Vainqueur du Groupe B 3e meilleur second du premier tour             |
| Deuxième tour | 5-7 décembre 2014  | Groupe F      | Resega Lugano Suisse                              | ESC Planegg HC Lugano Vainqueur du Groupe C 2e meilleur second du premier tour                     |
| Deuxième tour | 5-7 décembre 2014  | Groupe G      | Saab Arena Linköping Suède                        | Linköpings HC Espoo Blues Vainqueur du Groupe D Meilleur second du premier tour                    |
| Finale        | 20-22 février 2015 | Tournoi final | À déterminer                                      | Vainqueur du Groupe E Vainqueur du Groupe F Vainqueur du Groupe G Meilleur second du deuxième tour |

## Premier tour
Le premier tour se déroule du 17 au 19 octobre 2014.

### Groupe A
Le Groupe A a lieu à Ankara en Turquie.
| 17 octobre 2014 | HK Poprad | 2-1 (0-1, 1-0, 1-0) | Aisulu Almaty | G.S.İ.M. Buz Pateni Sarayı İçi |

| 17 octobre 2014 | Milenyum Paten SK | 4-3 (0-2, 2-0, 2-1) | HSC Csíkszereda | G.S.İ.M. Buz Pateni Sarayı İçi 229 spectateurs |

| 18 octobre 2014 | Aisulu Almaty | 15-0 (4-0, 7-0, 4-0) | HSC Csíkszereda | G.S.İ.M. Buz Pateni Sarayı İçi 70 spectateurs |

| 18 octobre 2014 | Milenyum Paten SK | 2-5 (0-2, 1-2, 1-1) | HK Poprad | G.S.İ.M. Buz Pateni Sarayı İçi 131 spectateurs |

| 19 octobre 2014 | HSC Csíkszereda | 0-10 (0-2, 0-4, 0-4) | HK Poprad | G.S.İ.M. Buz Pateni Sarayı İçi 75 spectateurs |

| 19 octobre 2014 | Aisulu Almaty | 12-0 (3-0, 6-0, 3-0) | Milenyum Paten SK | G.S.İ.M. Buz Pateni Sarayı İçi 331 spectateurs |

| Clt   | Équipe            | PJ | V | VP | D | DP | BP | BC | Diff | Pts |
| ----- | ----------------- | -- | - | -- | - | -- | -- | -- | ---- | --- |
| +001, | HK Poprad         | 3  | 3 | 0  | 0 | 0  | 17 | 3  | +14  | 9   |
| +002, | Aisulu Alamaty    | 3  | 2 | 0  | 1 | 0  | 28 | 2  | +26  | 6   |
| +003, | Milenyum Paten SK | 3  | 1 | 0  | 2 | 0  | 6  | 20 | -14  | 3   |
| +004, | HSC Csíkszereda   | 3  | 0 | 0  | 3 | 0  | 3  | 29 | -26  | 0   |

- Qualifié pour le deuxième tour

### Groupe B
Le Groupe B a lieu à Karviná en République tchèque.
| 17 octobre 2014 | EHV Sabres Vienne | 15-3 (4-2, 4-0, 7-1) | TH Unia Oświęcim | Zimní stadión 30 spectateurs |

| 17 octobre 2014 | SK Karviná | 6-1 (2-0, 2-0, 2-1) | Bracknell Queen Bees | Zimní stadión 200 spectateurs |

| 18 octobre 2014 | EHV Sabres Vienne | 8-1 (3-0, 3-1, 2-0) | Bracknell Queen Bees | Zimní stadión 100 spectateurs |

| 18 octobre 2014 | TH Unia Oświęcim | 2-5 (1-3, 0-1, 1-1) | SK Karviná | Zimní stadión 250 spectateurs |

| 19 octobre 2014 | Bracknell Queen Bees | 2-7 (1-2, 0-3, 1-2) | TH Unia Oświęcim | Zimní stadión 50 spectateurs |

| 19 octobre 2014 | SK Karviná | 1-7 (0-2, 0-4, 1-1) | EHV Sabres Vienne | Zimní stadión 250 spectateurs |

| Clt   | Équipe               | PJ | V | VP | D | DP | BP | BC | Diff | Pts |
| ----- | -------------------- | -- | - | -- | - | -- | -- | -- | ---- | --- |
| +001, | EHV Sabres Vienne    | 3  | 3 | 0  | 0 | 0  | 30 | 5  | +25  | 9   |
| +002, | SK Karviná           | 3  | 2 | 0  | 1 | 0  | 12 | 10 | +2   | 6   |
| +003, | TH Unia Oświęcim     | 3  | 1 | 0  | 2 | 0  | 12 | 22 | -10  | 3   |
| +004, | Bracknell Queen Bees | 3  | 0 | 0  | 3 | 0  | 4  | 21 | -17  | 0   |

- Qualifié pour le deuxième tour

### Groupe C
Le Groupe C a lieu en Lettonie.
| 17 octobre 2014 | Jordal IK | 4-1 (0-0, 2-1, 2-0) | SAD Majadahonda | Ledus halle "Liepājas metalurgs" 47 spectateurs |

| 17 octobre 2014 | SHK Laima | 1-3 (0-2, 0-0, 1-1) | Herlev Hornets | Ledus halle "Liepājas metalurgs" 97 spectateurs |

| 18 octobre 2014 | SAD Majadahonda | 4-10 (0-5, 1-1, 3-4) | Herlev Hornets | Ledus halle "Liepājas metalurgs" 36 spectateurs |

| 18 octobre 2014 | Jordal IK | 2-3 (TB) (0-0, 1-1, 1-1, 0-0, 0-1) | SHK Laima | Ledus halle "Liepājas metalurgs" 67 spectateurs |

| 19 octobre 2014 | Herlev Hornets | 8-0 (3-0, 2-0, 3-0) | Jordal IK | Ledus halle "Liepājas metalurgs" 20 spectateurs |

| 19 octobre 2014 | SHK Laima | 2-0 (1-0, 0-0, 1-0) | SAD Majadahonda | Ledus halle "Liepājas metalurgs" 94 spectateurs |

| Clt   | Équipe          | PJ | V | VP | D | DP | BP | BC | Diff | Pts |
| ----- | --------------- | -- | - | -- | - | -- | -- | -- | ---- | --- |
| +001, | Herlev Hornets  | 3  | 3 | 0  | 0 | 0  | 21 | 5  | +16  | 9   |
| +002, | SHK Laima       | 3  | 1 | 1  | 1 | 0  | 6  | 5  | +1   | 5   |
| +003, | Jordal IK       | 3  | 1 | 0  | 1 | 1  | 6  | 12 | -6   | 3   |
| +004, | SAD Majadahonda | 3  | 0 | 0  | 3 | 0  | 5  | 16 | -11  | 0   |

- Qualifié pour le deuxième tour

### Groupe D
Le Groupe D a lieu à Bolzano en Italie.
| 17 octobre 2014 | HC Neuilly-sur-Marne | 3-1 (0-1, 2-0, 1-0) | UTE Marilyn | Palaonda 100 spectateurs |

| 17 octobre 2014 | KHL Grič | 1-10 (0-2, 1-4, 0-2) | EV Bozen 84 | Palaonda 100 spectateurs |

| 18 octobre 2014 | HC Neuilly-sur-Marne | 14-1 (4-0, 2-0, 8-1) | KHL Grič | Palaonda 100 spectateurs |

| 18 octobre 2014 | EV Bozen 84 | 5-0 (3-0, 0-0, 2-0) | UTE Marilyn | Palaonda 300 spectateurs |

| 19 octobre 2014 | UTE Marilyn | 8-2 (4-1, 3-1, 1-0) | KHL Grič | Palaonda 100 spectateurs |

| 19 octobre 2014 | EV Bozen 84 | 6-0 (1-0, 3-0, 2-0) | HC Neuilly-sur-Marne | Palaonda 200 spectateurs |

| Clt   | Équipe               | PJ | V | VP | D | DP | BP | BC | Diff | Pts |
| ----- | -------------------- | -- | - | -- | - | -- | -- | -- | ---- | --- |
| +001, | EV Bozen 84          | 3  | 3 | 0  | 0 | 0  | 21 | 1  | +20  | 9   |
| +002, | HC Neuilly-sur-Marne | 3  | 2 | 0  | 1 | 0  | 17 | 8  | +9   | 6   |
| +003, | UTE-Marilyn          | 3  | 1 | 0  | 2 | 0  | 9  | 10 | -1   | 3   |
| +004, | KHL Grič             | 3  | 0 | 0  | 3 | 0  | 4  | 32 | -28  | 0   |

- Qualifié pour le deuxième tour

### Classement des seconds
| Clt   | Équipe               | PJ | V | VP | D | DP | BP | BC | Diff | Pts |
| ----- | -------------------- | -- | - | -- | - | -- | -- | -- | ---- | --- |
| +001, | Aisulu Alamaty       | 3  | 2 | 0  | 1 | 0  | 28 | 2  | +26  | 6   |
| +002, | HC Neuilly-sur-Marne | 3  | 2 | 0  | 1 | 0  | 17 | 8  | +9   | 6   |
| +003, | SK Karviná           | 3  | 2 | 0  | 1 | 0  | 12 | 10 | +2   | 6   |
| +004, | SHK Laima            | 3  | 1 | 1  | 1 | 0  | 6  | 5  | +1   | 5   |

- Qualifié pour le deuxième tour

## Deuxième tour
Le deuxième tour a lieu du 5 au 7 décembre 2014

### Groupe E
Le Groupe E a lieu en Russie.
| 5 décembre 2014 | EHV Sabres Vienne | 7-0 (2-0, 4-0, 1-0) | HK Poprad | Palais des sports Nagorny 489 spectateurs |

| 17 novembre 2014 | HK SKIF | 3-0 (0-0, 1-0, 2-0) | SK Karviná | Palais des sports Nagorny 1 896 spectateurs |

| 18 novembre 2014 | EHV Sabres Vienne | 2-1 (TB) (0-0, 0-0, 1-1, 0-0, 1-0) | SK Karviná | Palais des sports Nagorny 202 spectateurs |

| 18 novembre 2014 | HK Poprad | 1-7 (0-2, 0-4, 1-1) | HK SKIF | Palais des sports Nagorny 1 912 spectateurs |

| 19 novembre 2014 | SK Karviná | 6-2 (3-0, 2-0, 1-2) | HK Poprad | Palais des sports Nagorny 174 spectateurs |

| 19 novembre 2014 | HK SKIF | 3-0 (1-0, 1-0, 1-0) | EHV Sabres Vienne | Palais des sports Nagorny 2 561 spectateurs |

| Clt   | Équipe            | PJ | V | VP | D | DP | BP | BC | Diff | Pts |
| ----- | ----------------- | -- | - | -- | - | -- | -- | -- | ---- | --- |
| +001, | HK SKIF           | 3  | 3 | 0  | 0 | 0  | 13 | 1  | +12  | 9   |
| +002, | EHV Sabres Vienne | 3  | 1 | 1  | 1 | 0  | 9  | 4  | +5   | 5   |
| +003, | SK Karviná        | 3  | 1 | 0  | 1 | 1  | 7  | 7  | 0    | 4   |
| +004, | HK Poprad         | 3  | 0 | 0  | 3 | 0  | 3  | 20 | -17  | 0   |

- Qualifié pour la finale

### Groupe F
Le Groupe F a lieu à Lugano en Suisse.
| 17 novembre 2014 | HC Lugano | 6-0 (2-0, 1-0, 3-0) | Herlev Hornets | Resega 82 spectateurs |

| 17 novembre 2014 | ESC Planegg | 4-1 (2-0, 0-1, 2-0) | HC Neuilly-sur-Marne | Resega 80 spectateurs |

| 18 novembre 2014 | ESC Planegg | 7-2 (4-0, 3-2, 0-0) | Herlev Hornets | Resega 65 spectateurs |

| 18 novembre 2014 | HC Neuilly-sur-Marne | 0-9 (0-3, 0-6, 0-0) | HC Lugano | Resega 90 spectateurs |

| 19 novembre 2014 | Herlev Hornets | 5-1 (0-1, 3-0, 2-0) | HC Neuilly-sur-Marne | Resega 75 spectateurs |

| 19 novembre 2014 | HC Lugano | 5-2 (2-1, 2-0, 1-1) | ESC Planegg | Resega 150 spectateurs |

| Clt   | Équipe               | PJ | V | VP | D | DP | BP | BC | Diff | Pts |
| ----- | -------------------- | -- | - | -- | - | -- | -- | -- | ---- | --- |
| +001, | HC Lugano            | 3  | 3 | 0  | 0 | 0  | 20 | 2  | +18  | 9   |
| +002, | ESC Planegg          | 3  | 2 | 0  | 1 | 0  | 13 | 8  | +5   | 6   |
| +003, | Herlev Hornets       | 3  | 1 | 0  | 2 | 0  | 7  | 14 | -7   | 3   |
| +004, | HC Neuilly-sur-Marne | 3  | 0 | 0  | 3 | 0  | 2  | 18 | -16  | 0   |

- Qualifié pour la finale

### Groupe G
Le Groupe G a lieu en Suède.
| 17 novembre 2014 | Linköpings HC | 14-0 (4-0, 6-0, 4-0) | EV Bozen 84 | Saab Arena 212 spectateurs |

| 17 novembre 2014 | Espoo Blues | 7-4 (2-2, 5-0, 0-2) | Aisulu Almaty | Saab Arena |

| 18 novembre 2014 | Espoo Blues | 7-3 (2-1, 1-0, 4-2) | EV Bozen 84 | Saab Arena 45 spectateurs |

| 18 novembre 2014 | Aisulu Almaty | 1-2 (0-1, 0-1, 1-0) | Linköpings HC | Saab Arena 130 spectateurs |

| 19 novembre 2014 | EV Bozen 84 | 1-4 (0-1, 0-1, 1-2) | Aisulu Almaty | Saab Arena 61 spectateurs |

| 19 novembre 2014 | Linköpings HC | 1-0 (1-0, 0-0, 0-0) | Espoo Blues | Saab Arena 414 spectateurs |

| Clt   | Équipe        | PJ | V | VP | D | DP | BP | BC | Diff | Pts |
| ----- | ------------- | -- | - | -- | - | -- | -- | -- | ---- | --- |
| +001, | Linköpings HC | 3  | 3 | 0  | 0 | 0  | 17 | 1  | +16  | 9   |
| +002, | Espoo Blues   | 3  | 2 | 0  | 1 | 0  | 14 | 8  | +6   | 6   |
| +003, | Aisulu Almaty | 3  | 1 | 0  | 2 | 0  | 9  | 10 | -1   | 3   |
| +004, | EV Bozen 84   | 3  | 0 | 0  | 3 | 0  | 4  | 25 | -21  | 0   |

- Qualifié pour la finale

### Classement des seconds
- Seconds des groupes E,F,G

| Clt   | Équipe            | PJ | V | VP | D | DP | BP | BC | Diff | Pts |
| ----- | ----------------- | -- | - | -- | - | -- | -- | -- | ---- | --- |
| +001, | Espoo Blues       | 3  | 2 | 0  | 1 | 0  | 14 | 8  | +6   | 6   |
| +002, | ESC Planegg       | 3  | 2 | 0  | 1 | 0  | 13 | 8  | +5   | 6   |
| +003, | EHV Sabres Vienne | 3  | 1 | 1  | 1 | 0  | 9  | 4  | +5   | 5   |

- Qualifié pour la finale

## Finale
La finale se déroule du 20 au 22 février 2015.
| 20 février 2015 | HC Lugano | 0-9 (0-5, 0-1, 0-3) | Linköpings HC | Espoonlahden Jäähalli 72 spectateurs |

| 20 février 2015 | HK SKIF | 3-1 (0-1, 1-0, 2-0) | Espoo Blues | Espoonlahden Jäähalli 187 spectateurs |

| 21 février 2015 | Espoo Blues | 6-5 (pr) (2-1, 2-3, 1-1, 1-0) | HC Lugano | Espoonlahden Jäähalli 194 spectateurs |

| 21 février 2015 | HK SKIF | 2-1 (0-0, 1-1, 1-0) | Linköpings HC | Espoonlahden Jäähalli 107 spectateurs |

| 22 février 2015 | HC Lugano | 4-7 (0-2, 2-2, 2-3) | HK SKIF | Espoonlahden Jäähalli 57 spectateurs |

| 22 février 2015 | Linköpings HC | 5-2 (0-1, 3-0, 2-1) | Espoo Blues | Espoonlahden Jäähalli 212 spectateurs |

| Clt   | Équipe        | PJ | V | VP | D | DP | BP | BC | Diff | Pts |
| ----- | ------------- | -- | - | -- | - | -- | -- | -- | ---- | --- |
| +001, | HK SKIF       | 3  | 3 | 0  | 0 | 0  | 12 | 6  | +6   | 9   |
| +002, | Linköpings HC | 3  | 2 | 0  | 1 | 0  | 15 | 4  | +11  | 6   |
| +003, | Espoo Blues   | 3  | 0 | 1  | 2 | 0  | 9  | 13 | -4   | 2   |
| +004, | HC Lugano     | 3  | 0 | 0  | 2 | 1  | 9  | 22 | -13  | 1   |

- Vainqueur de la Coupe d'Europe féminine des clubs champions de hockey sur glace 2014-2015